# Adelsberg (Gemünden am Main)
Adelsberg ist ein Gemeindeteil der Stadt Gemünden am Main im unterfränkischen Landkreis Main-Spessart in Bayern.
Das Kirchdorf liegt rechts des Mains auf 228 m ü. NHN zwischen Wernfeld und Gemünden am Main. Am 1. Januar 1971 wurde die bis dahin selbstständige Gemeinde Adelsberg nach Gemünden am Main eingemeindet.